# الأعظم (فلم)
الأعظم فيلم أنتج في عام 1976 وهو يتناول حياة الملاكم محمد علي كلاي من 1960 إلى 1974، وبعد خمسة وعشرين عاما من إنتاج فيلم الأعظم قامت شركات الإنتاج في هوليوود بإنتاج فيلم جديد يحمل عنوان علي وقد بدأ عرضه في دور السينما الأمريكية مع بداية عام 2002.

## وصلات خارجية
- مقالات تستعمل روابط فنية بلا صلة مع ويكي بيانات